# Cry Cry
Cry Cry là bài hát của nhóm nhạc nữ Hàn Quốc, T-ara. Đây là bài hát chủ đạo của mini-album thứ ba của nhóm mang tên "Black Eyes" và được phát hành đến các trang web âm nhạc trực tuyến vào ngày 11 tháng 11 năm 2011. Nhóm bắt đầu quảng bá cho bài hát cũng như album, bắt đầu trên M! Countdown vào ngày 17 tháng 11 năm 2011.
Năm 2015, T-ara phát hành ca khúc Cry Cry phiên bản Trung Quốc để quảng bá cho games "World of Warships".

## Tổng quan
Trước khi trở lại với "Black Eyes", nhóm đã tung ra loạt hình  Jacket Photos (những bức ảnh áo khoác) cho "Cry Cry" từ mini album mới của nhóm, "Black Eyes". Các cô gái trút bỏ hình ảnh dễ thương, vui vẻ của "Roly Poly" để sẵn sàng bùng nổ sự quyến rũ với ánh mắt sắc nét, mạnh mẽ qua hiệu ứng ảnh đơn sắc.

## Video ca nhạc

### Phiên bản drama
Vào ngày 09 tháng 11, 2 ngày trước khi phát hành album, nhóm chính thức cho ra mắt video clip của bài hát "Cry Cry" dưới dạng phim ca nhạc. Trong video, T-ara đã rũ bỏ hình ảnh nữ tính thường thấy, thay vào đó là những hình ảnh mạnh mẽ và những cảnh quay đấu súng gay cấn. Phần kết thúc của câu chuyện, là teser audio của "Lovey Dovey" Video sau đó đã leo lên đứng vị trí thứ 1 trên bảng xếp hạng video của Hàn Quốc - GomTv chỉ 30 phút sau khi phát hành và #1 hầu hết bảng xếp hạng tìm kiếm trực tuyến tại Hàn Quốc với số lượt view hơn 17000 (đến thời điểm hiện tại con số này đã là lớn hơn 200.000).

### Phiên bản nhảy
Sau khi tung ra phiên bản phim ca nhạc gây được ấn tượng với khán giả, nhóm tiếp tục cho ra lò phiên bản nhảy nóng bỏng cho "Cry Cry", như lời đề nghị cắt giảm vẫn còn (phát hành tối hôm qua), T-ara đã cho thấy một số động tác vũ đạo mạnh mẽ làm tăng lên một cấp độ hoàn toàn mới để xứng đáng với danh tiếng là nghệ sĩ đang có sự phát triển. Tất cả mọi thứ từ vũ đạo của họ đến trang phục của họ phản ánh một khái niệm, đen hơn và trưởng thành hơn của T-ara – để cho người hâm mộ có những dự đoán cho sự trở lại này.

### Phiên bản Ballad
Như để cảm ơn người hâm mộ, Core Contents Media đã phát hành MV phiên bản ballad cho "Cry Cry". "Cry Cry" đã phát hành hai phiên bản, một đoạn phim đầy kịch tính dài 15 phút, và một phiên bản dance. Nói về sự đau khổ và nỗi buồn, các fan dường như đang tìm kiếm một video âm nhạc với một vẻ đẹp sâu sắc.

## Quảng bá
Nhóm trình diễn lần đầu "Cry Cry" vào ngày 18 tháng 11, năm 2011 cùng với phiên bản Ballad của "Cry Cry" trên chương trình M!Countdown. Nhóm cũng biểu diễn bài hát trên Music Bank, Show! Music Core và Inkigayo,

## Vũ đạo
Để thể hiện được những vũ đạo mạnh mẽ của cả nam lẫn nữ trong "Cry Cry", T-Ara đã luyện tập các điệu nhảy mạnh mẽ. Các động tác đó được xây đựng dựa trên hình ảnh nam tính của TVXQ. Đối với phiên bản Ballad, T-Ara cho thấy những biểu cảm đau thương trên từng khuôn mặt của các thành viên. Soyeon và Jiyeon đã làm các khán giả say đắm bởi giọng hát lôi cuốn của họ. Đối với phiên bản gốc của " Cry Cry", T-Ara đã có sự thay đổi 180 độ gây sốc với vũ đạo mạnh mẽ. Đặc biệt, Hyomin trông như 1 chiến binh với điệu nhảy cùng cây gậy. Biên đạo múa của "Cry Cry" cho thấy T-Ara như thể đang lau nước mắt nhưng sau đó họ đã cởi bỏ áo khoác ra để đưa đến sự chuyển biến mạnh mẽ và gợi cảm.

## Danh sách bài hát
- Tải kĩ thuật số

1. 1. Cry Cry - 03:17
2. 2. Cry Cry (Phiên bản Ballad) - 03:17
3. 3. Cry Cry (Phiên bản Ballad trong Video ca nhạc) - 03:12

## Xếp hạng
| Bảng xếp hạng   | Vị trí cao nhất |
| --------------- | --------------- |
| Gaon Chart      | 1               |
| K-Pop Billboard | 1               |